# حسینعلی انواری
حسینعلی انواری (۱ اردیبهشت ۱۳۱۳ – ۲ دی ۱۳۶۸) استاد مهندسی برق ایرانی بود. انواری استاد دانشگاه صنعتی آریامهر (دانشگاه صنعتی شریف) و آخرین رئیس این دانشگاه قبل از انقلاب سال ۱۳۵۷ ایران بود.

## تحصیلات
انواری که متولد تهران بود تحصیلات خود را در دبیرستان البرز و دانشکده فنی دانشگاه تهران در رشته الکترومکانیک انجام داد و سپس و در سال ۱۹۶۲ موفق به اخذ دانشنامه دکتری در رشته الکتروتکنیک دانشگاه ENSEEHT (مدرسه عالی الکترونیک، الکتروتکنیک، انفورماتیک، هیدرولیک و مخابرات) شد. پس از بازگشت به ایران در وزارت اقتصاد استخدام شد و در دانشکده پلی تکنیک تهران (امیرکبیر فعلی) نیز به تدریس دروس ماشین‌های الکتریکی و سرومکانیزم پرداخت. در سال ۱۳۴۲ به سمت رئیس بخش مهندسی آن دانشکده رسید و در سال ۱۳۴۵ با تأسیس دانشگاه صنعتی آریامهر به این دانشگاه منتقل شد. در این دانشگاه تا سال ۱۳۴۷ مدیر آموزش بود سپس در شهریور ماه ۱۳۵۰ به عنوان قائم مقام آموزشی و دانشجویی منصوب شد، در سال ۱۳۵۶ به مرتبه دانشیاری ارتقاء یافت و در همان سال به عنوان معاون آموزشی و دانشجویی دانشگاه منصوب شد. او همچنین طی سالهای ۱۳۵۱ تا ۱۳۵۳ معاون وزارت اطلاعات و جهانگردی بودند. با شروع انقلاب از طرف شورای دانشگاه به عنوان رئیس دانشگاه صنعتی شریف انتخاب و تا تاریخ ۷ مرداد ماه ۱۳۵۸ در این سمت فعالیت کرد و سپس به مدت یکسال به فرصت مطالعاتی رفت.
وی در این دانشگاه تدریس دروس مختلف مبانی مهندسی برق Iو II وIII و ماشین‌های الکتریکی و ماشین‌های القائی و مسائل مخصوص در مهندسی قدرت و همچنین دروس آزمایشگاه‌های ماشین‌های الکتریکی را هم انجام می‌داد.
کتاب‌های «اصول الکتریسیته»، «الکتریسیته و مغناطیس» و چندین مقاله علمی در مجلات بین‌المللی از آثار علمی اوست.

## زندگی شخصی
حسینعلی انواری در سال ۱۳۴۸ با شهناز علی‌آبادی ازدواج کردند که حاصل این ازدواج دو دختر به نامهای یاسمن و نرگس می‌باشد. ایشان در دوم دیماه سال ۱۳۶۸ در سفری به اسپانیا به علت خونریزی مغزی درگذشت.